# 豊国先生瘞筆之碑
豊国先生瘞筆之碑（とよくにせんせいえいひつのひ）とは、浮世絵師の初代歌川豊国を顕彰するために建立された石碑のこと。

## 解説
初代歌川豊国が文政8年（1825年）に死去した後、柳島妙見堂（現在の墨田区業平の法性寺）の境内に建立された石碑である。「筆塚」とも称す。その碑文によれば、初代豊国の門人たちが二代目歌川豊国と相談し、豊国の遺筆数百枚を埋めその上に建てた石碑で「文政十一年戊子（1828年）仲秋」の年紀があり、撰文は狂歌堂真顔、書は山東京山によるものであった。碑の裏面には豊国の門人たち建碑者の連名を記す。しかしこの石碑は関東大震災によって大きく損壊し、現在そのうちの一片が法性寺に残るのみである。
碑文も現存する部分のみでは全てを判読できないが、『UTAGAWA TOYOKUNI UND SEINE ZEIT』（Friedrich Succo著）には損壊する前の碑の写真と、碑表面の拓本の図版を載せており、碑表面の全文についてはこの拓本の図版によって知ることができる。

## 碑文
- 碑表面の本文は『UTAGAWA TOYOKUNI UND SEINE ZEIT』所収の拓本の図版に拠る。ただし原文は漢字かな交じり文で濁点はなく、句読点もついていないので、読みやすさを考え適宜文章に空白を設けた。
- 碑表面本文の 」 の記号は原文の改行を示す。
- 碑表面本文の太字は、現存し確認できる部分を示す（『墨田区文化財調査報告書Ⅶ』に拠る）。
- 拓本には誤記と見られる箇所（「遺筆数百枚」を「遺筆数百技」とするなど）があるが、そのままとした。
- 『UTAGAWA TOYOKUNI UND SEINE ZEIT』には碑表面の拓本しか収めておらず、碑裏面の本文そのものを確認できる文献はない。よって碑裏面の本文については斎藤月岑編『増補浮世絵類考』所収のものを底本として用い、直接には『総校日本浮世絵類考』所収の本文（157頁）に拠った。碑裏面は『増補浮世絵類考』によれば名を横並びに連ね、それを7段に分けて記している。
- 碑裏面の本文には、『浮世絵編年史』と『増訂浮世絵』所収のものを合わせて校異を示した。略号は以下の通り。
  - 『浮世絵編年史』…浮
  - 『増訂浮世絵』…増
- 漢字の字体は碑表面、碑裏面とも現行のものに改めた。

### 校異
1. ↑  浮・増「団扇屋」
2. ↑  浮・増「団扇屋仲間中」の後に「松市」とあり
3. ↑  「連名」、浮・増「建者」
4. ↑  浮・増「国政」
5. ↑  浮・増「国忠」
6. ↑  浮・増「国幸」
7. ↑  浮・増「国花女」
8. ↑  浮・増「国興」
9. ↑  浮・増「貞孝」
10. ↑  浮・増「浪花貞広」
11. ↑  浮・増「安重」無し
12. ↑  浮・増「輝人」
13. ↑  浮・増「信清」と「信房」の間に「清一」あり
14. ↑  浮・増「芳見」
15. ↑  浮・増「種景」
16. ↑  浮・増「二代」
17. ↑  「題」、増「顕」